# Un viatge màgic a Faunutlàndia
Un viatge màgic a Faunutlàndia (títol original en suec, Emily och den magiska resan) és una pel·lícula de fantasia sueca del 2020 dirigida per Marcus Ovnell a partir d'un guió de Jenny Lampa i Marcus Ovnell. La pel·lícula es va estrenar al Festival Internacional de Cinema de Busan el 7 de juliol de 2020 i va arribar als cinemes de Suècia el 18 d'abril de 2022. S'ha doblat i subtitulat al català.